# Verwaltungsgemeinschaft Königstein/Sächs. Schw.
Die Verwaltungsgemeinschaft Königstein/Sächs. Schw. ist eine Verwaltungsgemeinschaft im  Freistaat Sachsen im Landkreis Sächsische Schweiz-Osterzgebirge. Sie liegt im Süden des Landkreises südlich der Kreisstadt Pirna. Sie grenzt im Süden an Tschechien. Sie liegt in der Sächsischen Schweiz, größtenteils linkselbisch.
Die Verwaltungsgemeinschaft Königstein/Sächs. Schw. wurde am 1. Januar 1997 mit den Mitgliedsgemeinden Königstein und Rathen gebildet. Am 1. Januar 2000 kamen die drei Gemeinden Gohrisch, Rosenthal-Bielatal und Struppen hinzu.

## Die Gemeinden mit ihren Ortsteilen
- Königstein (Sächsische Schweiz) mit den Ortsteilen Königstein, Pfaffendorf, Leupoldishain, Ebenheit, Halbestadt und Hütten
- Gohrisch mit den Ortsteilen Kurort Gohrisch, Cunnersdorf, Papstdorf und Kleinhennersdorf
- Rathen mit den Ortsteilen Oberrathen und Niederrathen
- Rosenthal-Bielatal mit den Ortsteilen Rosenthal, Bielatal und Raum
- Struppen mit den Ortsteilen Kleinstruppen, Neustruppen, Struppen-Siedlung, Naundorf, Thürmsdorf, Weißig, Ebenheit und Strand